# Липље (Врбовско)
Липље (хрв. Liplje) је насељено место у саставу града Врбовско, Приморско-горанска жупанија, Хрватска.

## Историја
До територијалне реорганизације у Хрватској било је у саставу старе општине Врбовско.

## Становништво
У попису становништва из 2011. године, Липље је имало 62 становника.
| Број становника према пописима | Број становника према пописима | Број становника према пописима | Број становника према пописима | Број становника према пописима | Број становника према пописима | Број становника према пописима | Број становника према пописима | Број становника према пописима | Број становника према пописима | Број становника према пописима | Број становника према пописима | Број становника према пописима | Број становника према пописима | Број становника према пописима | Број становника према пописима |
| ------------------------------ | ------------------------------ | ------------------------------ | ------------------------------ | ------------------------------ | ------------------------------ | ------------------------------ | ------------------------------ | ------------------------------ | ------------------------------ | ------------------------------ | ------------------------------ | ------------------------------ | ------------------------------ | ------------------------------ | ------------------------------ |
| 1857                           | 1869                           | 1880                           | 1890                           | 1900                           | 1910                           | 1921                           | 1931                           | 1948                           | 1953                           | 1961                           | 1971                           | 1981                           | 1991                           | 2001                           | 2011                           |
| 173                            | 196                            | 209                            | 191                            | 148                            | 134                            | 139                            | 166                            | 177                            | 166                            | 121                            | 117                            | 105                            | 90                             | 63                             | 62                             |

Напомена: Исказивано под именом Липље до 1900, Липје Босиљевско од 1910. до 1970. и опет Липље од 1971. надаље.